# Saku Suurhall
Saku Suurhall er Baltikums største koncertsal og sportshal i Estlands hovedstad Tallinn, med plads til 10.000 tilskuere. Suurhall betyder i øvrigt "stor hal". Bryggeriet Saku er hovedsponsor.
Eurovisionens Melodi Grand Prix blev holdt her i år 2002.

## Ekstern henvisning
- Saku Suurhalls hjemmeside Arkiveret 8. april 2010 hos  Wayback Machine

59°25′34″N 24°38′51″Ø / 59.42611°N 24.64750°Ø